# Смолець
Смолець (пол. Smolec) — село в Польщі, у гміні Конти-Вроцлавські Вроцлавського повіту Нижньосілезького воєводства.
Населення — 3637 осіб (2011).
У 1975-1998 роках село належало до Вроцлавського воєводства.

## Демографія
Демографічна структура станом на 31 березня 2011 року:
|          | Загалом | Допрацездатний вік | Працездатний вік | Постпрацездатний вік |
| -------- | ------- | ------------------ | ---------------- | -------------------- |
| Чоловіки | 1799    | 502                | 1200             | 97                   |
| Жінки    | 1838    | 434                | 1179             | 225                  |
| Разом    | 3637    | 936                | 2379             | 322                  |